# André Ntambue
André Kalenga Ntambue (Kinshasa, 16 april 1992) is een Nederlands-Congolees voetballer die als linksbuiten voor verschillende clubs in België en Roemenië heeft gespeeld.

## Carrière
André Ntambue speelde in de jeugd van FC Utrecht, Feyenoord en ADO Den Haag. Bij ADO Den Haag speelde hij in het beloftenelftal en in het amateurteam ADO Den Haag AV. In 2013 vertrok hij naar Diegem Sport, wat uitkwam in de Derde klasse. Na anderhalf jaar vertrok hij naar het Roemeense Ceahlăul Piatra Neamț, waarmee hij in de Liga 1 speelde. Na een half seizoen aldaar, speelde hij twee seizoenen voor Derde-klasseclubs Géants Athois en FC Gullegem. In 2016 vertrok hij naar KMSK Deinze, wat uitkwam in de Tweede klasse. Door de reorganisatie van de Belgische competities degradeerde Deinze naar de Eerste klasse amateurs.

### Statistieken
| Seizoen                        | Club                  | Land           | Competitie       | Competitie | Competitie | Beker | Beker | Totaal | Totaal |
| Seizoen                        | Club                  | Land           | Competitie       | Wed.       | Dlp.       | Wed.  | Dlp.  | Wed.   | Dlp.   |
| ------------------------------ | --------------------- | -------------- | ---------------- | ---------- | ---------- | ----- | ----- | ------ | ------ |
| 2012/13                        | Diegem Sport          | België         | Derde klasse     | 7          | 0          | 0     | 0     | 7      | 0      |
| 2013/14                        | Diegem Sport          | België         | Derde klasse     | 9          | 1          | 0     | 0     | 9      | 1      |
| 2013/14                        | Ceahlăul Piatra Neamț | Roemenië       | Liga 1           | 5          | 0          | 0     | 0     | 5      | 0      |
| 2014/15                        | Géants Athois         | België         | Derde klasse     | 24         | 7          | 0     | 0     | 24     | 7      |
| 2015/16                        | FC Gullegem           | België         | Derde klasse     | 19         | 11         | 0     | 0     | 19     | 11     |
| 2015/16                        | KMSK Deinze           | België         | Tweede klasse    | 5          | 1          | 0     | 0     | 5      | 1      |
| 2016/17                        | KMSK Deinze           | België         | Eerste klasse a. | 8          | 1          | 1     | 0     | 9      | 1      |
| Carrièretotaal                 | Carrièretotaal        | Carrièretotaal | Carrièretotaal   | 77         | 21         | 1     | 0     | 78     | 21     |
| Bijgewerkt op 25 februari 2017 |                       |                |                  |            |            |       |       |        |        |